# 주익성
주익성(朱益成, 1992년 9월 10일 ~ )은 대한민국의 축구 선수이며 포지션은 공격수이다. 현재 타이완 풋볼 프리미어리그의 항위안 FC에서 활약하고 있다.

## 클럽 경력
주익성은 청소년 국가대표 출신으로 2012년 FC 서울에 입단하여 첫시즌 2군경기에서 좋은 활약과 함께 재계약을 하였다 하지만 2013년도 많은 기대와 달리 많은 출전 기회를 잡지 못하였고 이후 2014년 대전 시티즌으로 이적했다.2015년 내셔널리그의 용인시청으로 이적하였다.
2016년 K3리그 화성 FC에 군복무 관계로 이적하였다.

## 수상 내역

### 클럽

#### FC 서울
- K리그
  - 우승 1회 : 2012

#### 대전 시티즌
- K리그 챌린지
  - 우승 1회 : 2014